# Charles-Joseph d'Ursel
Charles-Joseph d'Ursel (Bruxelles, 9 agosto 1777 – Bornem, 27 settembre 1860) è stato un politico e nobile belga, delegato agli affari interni del Belgio ed alle infrastrutture, nonché sindaco di Bruxelles durante il primo Impero francese.

## Biografia
Charles-Joseph d'Ursel era figlio del duca Wolfgang d'Ursel, nipote di Charles d'Ursel e nipote di Luigi Engelberto d'Arenberg. Fu il IV duca d'Ursel.

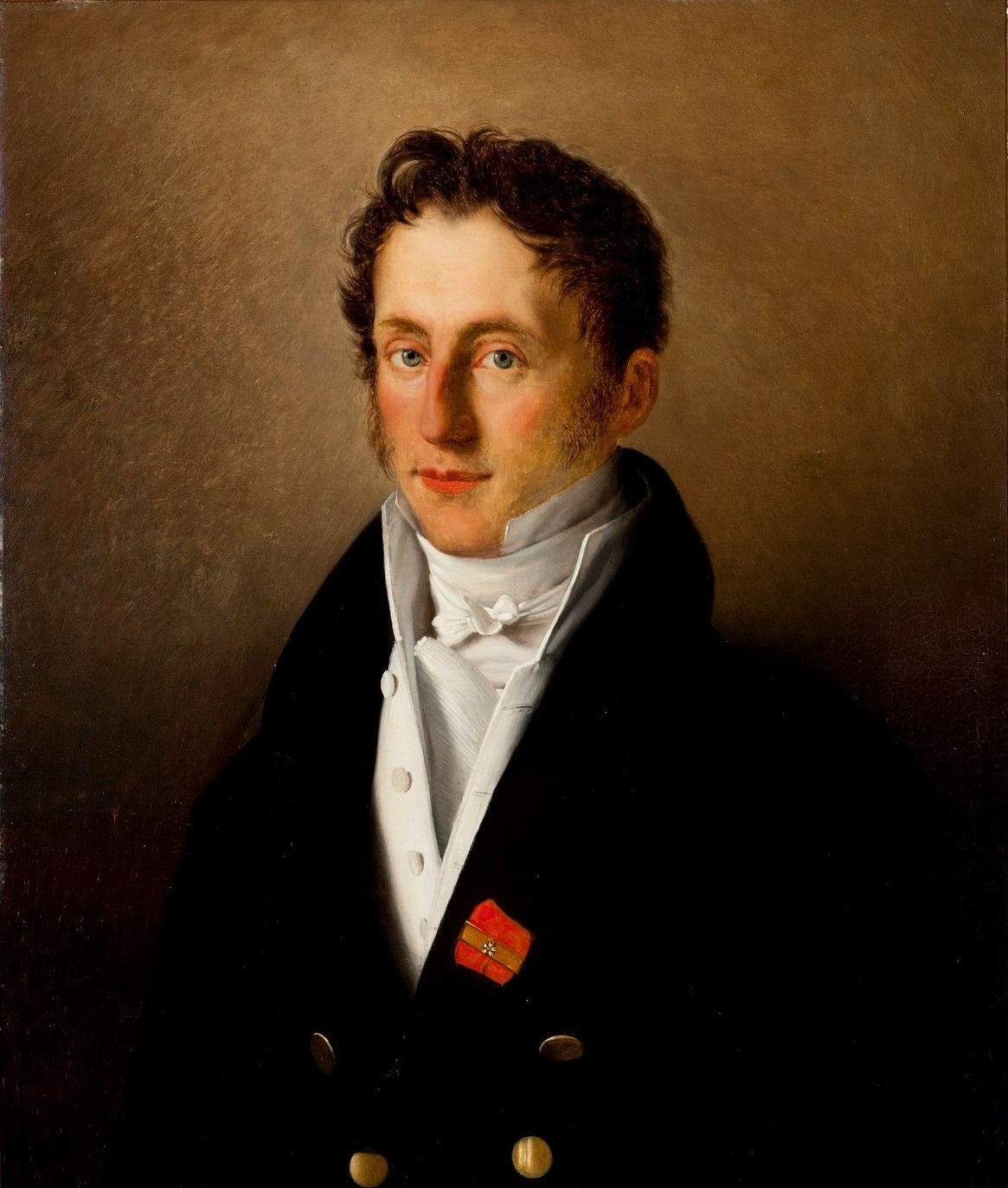
Charles-Joseph in giovane età

### Carriera politica
Charles-Joseph d'Ursel condivise le disgrazie del padre tra il 1790 e il 1800. Sotto l'occupazione francese, incoraggiato dagli amici, divenne sindaco di Bruxelles nel 1810, succedendo a Charles de Merode, e fu nominato Conte dell'Impero l'anno successivo. Sotto il suo mandato, il suo attaccamento alla patria e la sua moderazione gli permisero di conciliare l'affetto dei suoi concittadini e la stima dei ministri francesi. Fondatore della Société des Beaux-Arts de Bruxelles con Charles van Hulthem, partecipò all'organizzazione della prima mostra di questa società nel 1811, di cui presiedeva il comitato organizzatore.
Dimessosi dalla carica di sindaco il 18 febbraio 1814, fu arrestato lo stesso giorno dai soldati tedeschi e condotto a Münster, con il pretesto di avere avuto una corrispondenza con funzionari francesi. Il consiglio comunale di Bruxelles, riunitosi in emergenza, ha poi espresso la sua protesta e rivolto una denuncia al duca Carlo Augusto di Sassonia-Weimar che aveva appena organizzato il governo provvisorio del Belgio, portando così alla liberalizzazione immediata di Charles-Joseph.
Fu nominato Commissario generale per gli affari interni (equivalente del ministro degli interni) del governo provvisorio dal principe d'Orange il 12 agosto 1814, poi ministro dell'acqua e dei lavori pubblici dal 1815 al 1819 dallo stesso, ormai re Guglielmo I. Nel 1816 divenne membro onorario della Accademia reale di scienze, lettere e belle arti del Belgio.
Ha poi ricoperto una posizione di alta corte, come gran maestro della famiglia della regina Guglielmina di Prussia. Ministro di Stato nel 1829, presiedette il comitato responsabile della progettazione dei cambiamenti nell'istruzione secondaria dal febbraio 1829. Durante gli eventi del 1830 (rivoluzione belga), rimase fedele al re Guglielmo: quest'ultimo chiamò il duca d'Ursel alla presidenza della Commissione consultiva di nove membri istituita il 1 settembre 1830 con l'obiettivo di riportare la calma in Belgio. Si unì al principe ad Anversa, dopo l'evacuazione di Bruxelles da parte dell'esercito olandese, e il 4 ottobre fu nominato con altri importanti membri del suo consiglio, funzioni che mantenne fino al 25 ottobre 1830. Presiedeva il comitato consultivo del principe d'Orange nella sua amministrazione delle province meridionali dal 4 ottobre 1830 al 16 ottobre 1830.
Non credendo di poter accettare le conseguenze della rivoluzione fintanto che era vincolato dal suo giuramento, il duca d'Ursel si astenne dal dare la sua adesione al nuovo regime. Fu solo dopo il Trattato dei XXIV articoli del 1839 che il duca fu sciolto dal giuramento. Nello stesso anno divenne membro del senato belga, eletto senatore dall'arrondissement di Anversa dal 1839 al 1847, poi da quello di Mechelen dal 1847 al 1859.

### Durante la Battaglia di Waterloo
Il duca e sua moglie furono invitati a partecipare al ballo della duchessa di Richmond. Dopo che la battaglia ebbe luogo, Bruxelles fu inondata da migliaia di ufficiali e uomini feriti. Il duca invitò diversi ufficiali olandesi a rimanere nella sua residenza per riprendersi; Il capitano Theodorus Coenradus Veeren, comandante della compagnia leggera del battaglione olandese di seconda linea, gravemente ferito alla guida della sua compagnia nell'attacco a La Haye Sainte, scrisse a sua moglie due giorni dopo la battaglia:
Gli ufficiali rimasero nella residenza del duca fino a quando non si furono ripresi e trasportati di nuovo in Olanda.

## Matrimonio e discendenza
Charles-Joseph sposò, nel 1804, Louise Victoire Josephine Ferrero-Fieschi (Parigi, 23 dicembre 1779 - Bruxelles, 18 gennaio 1847), di origine piemontese, figlia dell'ambasciatore Carlo Sebastiano, principe di Masserano. Ebbe diversi figli:
- Jean-Charles-Marie-Leo, V duca d'Ursel (1805-1878);
- Marie Augustine Caroline (1807);
- Louis Marie (1809);
- Adrien Marie (1813);
- Auguste Marie (1815);

Nel XXI secolo, la maggior parte dei conti d'Ursel discende in linea diretta da Charles-Joseph.

## Ascendenza
|                                  |                             |                                                 | Genitori                                   |  |  | Nonni |  |  | Bisnonni               |  |  | Trisnonni        |  |
|                                  |                             |                                                 |                                            |  |  |       |  |  | Conrard-Albert d'Ursel |  |  | François d'Ursel |  |
|                                  |                             |                                                 |                                            |  |  |       |  |  | Conrard-Albert d'Ursel |  |  | François d'Ursel |  |
|                                  |                             | Honorine Marie Dorothée de Hornes               |                                            |  |  |       |  |  | Conrard-Albert d'Ursel |  |  |                  |  |
| Charles d'Ursel                  |                             |                                                 |                                            |  |  |       |  |  | Conrard-Albert d'Ursel |  |  |                  |  |
|                                  |                             | Eleonore zu Salm                                | Karl Theodor Otto zu Salm                  |  |  |       |  |  |                        |  |  |                  |  |
|                                  |                             | Eleonore zu Salm                                | Karl Theodor Otto zu Salm                  |  |  |       |  |  |                        |  |  |                  |  |
|                                  |                             | Eleonore zu Salm                                | Luise Marie von der Pfalz                  |  |  |       |  |  |                        |  |  |                  |  |
| Wolfgang-Guillaume d'Ursel       |                             | Eleonore zu Salm                                |                                            |  |  |       |  |  |                        |  |  |                  |  |
|                                  |                             | Johann Georg Christian von Lobkowitz            | Ferdinand August von Lobkowicz             |  |  |       |  |  |                        |  |  |                  |  |
|                                  |                             | Johann Georg Christian von Lobkowitz            | Ferdinand August von Lobkowicz             |  |  |       |  |  |                        |  |  |                  |  |
|                                  |                             | Johann Georg Christian von Lobkowitz            | Maria Anna Wilhelmine von Baden-Baden      |  |  |       |  |  |                        |  |  |                  |  |
| Eleonore von Lobkowicz           |                             | Johann Georg Christian von Lobkowitz            |                                            |  |  |       |  |  |                        |  |  |                  |  |
|                                  |                             | Maria Henriette von Waldstein                   | Karl Ernst von Waldstein                   |  |  |       |  |  |                        |  |  |                  |  |
|                                  |                             | Maria Henriette von Waldstein                   | Karl Ernst von Waldstein                   |  |  |       |  |  |                        |  |  |                  |  |
|                                  |                             | Maria Henriette von Waldstein                   | Maria Theresia von Losenstein              |  |  |       |  |  |                        |  |  |                  |  |
| Charles-Joseph d'Ursel           |                             | Maria Henriette von Waldstein                   |                                            |  |  |       |  |  |                        |  |  |                  |  |
|                                  | Léopold-Philippe d'Arenberg | Philippe-Charles François d'Arenberg            |                                            |  |  |       |  |  |                        |  |  |                  |  |
|                                  | Léopold-Philippe d'Arenberg | Philippe-Charles François d'Arenberg            |                                            |  |  |       |  |  |                        |  |  |                  |  |
|                                  | Léopold-Philippe d'Arenberg | Maria Henriquetta del Caretto de Savona y Grana |                                            |  |  |       |  |  |                        |  |  |                  |  |
| Charles Marie Raymond d'Arenberg | Léopold-Philippe d'Arenberg |                                                 |                                            |  |  |       |  |  |                        |  |  |                  |  |
|                                  |                             | Maria Francesca Pignatelli                      | Niccolò Pignatelli, V duca di Bisaccia     |  |  |       |  |  |                        |  |  |                  |  |
|                                  |                             | Maria Francesca Pignatelli                      | Niccolò Pignatelli, V duca di Bisaccia     |  |  |       |  |  |                        |  |  |                  |  |
|                                  |                             | Maria Francesca Pignatelli                      | Maria Clara Angelica van Egmond            |  |  |       |  |  |                        |  |  |                  |  |
| Flora d'Arenberg                 |                             | Maria Francesca Pignatelli                      |                                            |  |  |       |  |  |                        |  |  |                  |  |
|                                  |                             | Louis Engelbert de La Marck                     | Louis Pierre Engelbert de La Marck         |  |  |       |  |  |                        |  |  |                  |  |
|                                  |                             | Louis Engelbert de La Marck                     | Louis Pierre Engelbert de La Marck         |  |  |       |  |  |                        |  |  |                  |  |
|                                  |                             | Louis Engelbert de La Marck                     | Marie Marguerite Françoise de Rohan-Chabot |  |  |       |  |  |                        |  |  |                  |  |
| Louise Marguerite de La Marck    |                             | Louis Engelbert de La Marck                     |                                            |  |  |       |  |  |                        |  |  |                  |  |
|                                  |                             | Marie Anne Hyacinthe de Visdelou                | René François de Visdelou                  |  |  |       |  |  |                        |  |  |                  |  |
|                                  |                             | Marie Anne Hyacinthe de Visdelou                | René François de Visdelou                  |  |  |       |  |  |                        |  |  |                  |  |
|                                  |                             | Marie Anne Hyacinthe de Visdelou                | Marguerite Iris de Poix                    |  |  |       |  |  |                        |  |  |                  |  |
|                                  |                             | Marie Anne Hyacinthe de Visdelou                |                                            |  |  |       |  |  |                        |  |  |                  |  |